# L'Oiseau noir et l'Oiseau blanc
L'Oiseau noir et l'Oiseau blanc est un tableau réalisé par le peintre français Georges Braque en 1960. Cette huile sur toile représente un oiseau noir volant sur un fond rose vers un congénère blanc en vol sur un fond jaune. Elle est conservée au sein d'une collection particulière, à Paris.